# Igelgölen, Småland
Igelgölen är en sjö i Västerviks kommun i Småland och ingår i Storån-Botorpsströmmens kustområde.